# Allozentrisch
Der Begriff allozentrisch („zentriert in etwas anderem“, von altgriechisch ἄλλος állos, deutsch ‚ein anderer‘) bezeichnet in der Wahrnehmungspsychologie die Orientierung bzw. das Sich-Äußern „in einem objektiven (Welt-)Referenzrahmen“. Der Gegensatz dazu ist egozentrisch bzw. idiozentrisch.
Neurobiologisch scheint es Karten (Referenzsysteme) im Gehirn zu geben, die entweder egocentric oder allocentric sind, sich also entweder auf das eigene Ich bzw. auf den eigenen Körperstandpunkt beziehen oder aber eben in einem „äußeren“ Raum fixiert sind (objektive Referenzsysteme).
Im Englischen wird hin und wieder auch der Begriff allothetic gebraucht.

## Beispiel
Wenn jemand vor einer Zuschauermenge spricht und dabei „links“ sagt, ist es von der Zuschauermenge aus gesehen „rechts“, was oft zu Verwechslungen führt. Professoren vor der Wandtafel (orientiert zur Zuhörerschaft) vermeiden dies, indem sie sich gegen die Wandtafel drehen und dann von „links“ oder „rechts“ sprechen. Ein Referenzsystem, das unabhängig vom Sprechenden ist, würde dieses Problem nicht entstehen lassen – in Räumen etwa die Formulierung „Richtung Tür“, „Richtung Fenster“, im Freien der Verweis auf die Himmelsrichtungen.
Architekten arbeiten in der Regel in objektiven allozentrischen Referenzsystemen (CAD, Architekturprogramme etc.), wohingegen der Nutzer einer Architektur diese für gewöhnlich egozentrisch wahrnimmt, also aus seinem eigenen Blickwinkel und am eigenen Körper erfährt.